# Бродниця (зупинний пункт)
Бродниця (біл. Бродніца) — зупинний пункт Берестейського відділення Білоруської залізниці в Іванівському районі Берестейської області. Розташований у селі Бродниця; на лінії Лунинець — Жабинка, між станціями Юхновичі та Янів-Поліський. Відкритий у 2019 році.